# 138e épisode, du jamais vu !
138e épisode, du jamais vu ! (France) ou Le Gala du 138e épisode (Québec) (The Simpson's 138th Show Spectacular) est le 10e épisode de la saison 7 de la série télévisée d'animation Les Simpson. C'est aussi le 3e épisode « clip-show » des Simpson bien qu'il possède un statut assez différent car seul le deuxième acte montre des images d'anciens épisodes. L'épisode se rapprocherait plus du style « Pot-pourri » (ou « medley » en anglais).

## Synopsis
À l'occasion du 138e épisode, Troy McClure présente un épisode spécial et raconte comment la série a connu le succès qu'elle rencontre actuellement. Il raconte alors que les Simpson ont fait leurs débuts dans le Tracey Ullman Show. Pour la suite de l'émission, Troy McClure se propose de répondre aux questions qui ont été posées par des fans telles que « Quel est le prix de Maggie quand elle passe à la caisse ? » ou « Homer est-il de plus en plus stupide chaque année ? », présente des scènes coupées et encore plein d'autres surprises.

## Gags du canapé
Il y a douze gags du canapé :
1. Les Simpson s’assoient sur le canapé, mais ce dernier se transforme en monstre et les avale (tiré de l'épisode 8F18).
2. Les Simpson se précipitent tellement vite vers le canapé qu’ils sortent de la pellicule, sauf Maggie. Le reste de la famille fait alors demi-tour et s’assoie sur le canapé (tiré de l'épisode 9F02).
3. Les Simpson s'assoient sur le canapé puis sont rejoints par d'autres personnages de la série cachant ainsi la famille (tiré de l'épisode 9F10).
4. Les Simpson sont minuscules et escaladent le canapé pour s’asseoir (tiré de l'épisode 9F09).
5. Petit Papa Noël est couché sur le canapé. Les Simpson veulent s’y asseoir, mais il se met à grogner et tous reculent (tiré de l'épisode 8F09).
6. Les Simpson arrivent sur le canapé et sont écrasés par un pied géant (tiré de la série Monty Python's Flying Circus) (tiré de l'épisode 1F02).
7. La famille arrive sur le canapé normalement mais chaque membre a une taille inversement proportionnelle à sa taille réelle (tiré de l'épisode 2F31).
8. Les Simpson se dirigent vers leur canapé en arrivant chacun d'une pièce différente dont les portes sont situées sur les murs, le sol ou le plafond, ces pièces étant sens dessus dessous, et où la gravité n'agit plus (tiré de l'épisode 2F09).
9. Lorsque les Simpson veulent s’asseoir sur le canapé, celui-ci s’éloigne de plus en plus vers le fond de l’image, créant ainsi une perspective plus large du salon (tiré de l'épisode 2F06).
10. Le sol du salon est remplacé par de l'eau. Les Simpson arrivent donc vers leur canapé en nageant, Bart ayant un masque et un tuba. Ils s’asseyent alors normalement (tiré de l'épisode 1F17).
11. Les Simpson dansent devant leur canapé, en noir et blanc, à la manière d'un dessin animé de Mickey des années 1930 (tiré de l'épisode 2F11).
12. Les Simpson dansent le french cancan. Ils sont ensuite rejoints par des danseuses puis un jongleur à monocycle. Le salon se transforme alors en scène avec des dompteurs, des éléphants et des trapézistes (tiré de l'épisode 9F08).